# Vipava, Vipava
Vipava este o localitate din comuna Vipava, Slovenia, cu o populație de 1.566 de locuitori.